# Klaus Rehder (Vizeadmiral)
Klaus Rehder (* 7. August 1933 in Kiel; † 20. März 2018 in Heikendorf) war ein Vizeadmiral a. D. der Deutschen Marine und zuletzt Stellvertretender Befehlshaber des Alliierten Kommandos Ostseezugänge in Karup in Dänemark.

## Militärische Laufbahn
Rehder trat am 1. Juni 1956 als Offizieranwärter in die Bundesmarine ein. Nach der Offizierausbildung an der Marineschule Mürwik und anderen Schulen der Marine diente er auf Zerstörern. Von 1965 bis 1967 war er Referent in der Personalabteilung des Bundesministeriums der Verteidigung und wurde dort am 1. Oktober 1967 zum Korvettenkapitän befördert.
Nach einer Admiralstabsausbildung in Großbritannien wurde Rehder im Mai 1970 Erster Offizier auf dem neuen Flugkörperzerstörer Rommel und nahm an dessen Indienststellung teil. Am 1. April 1971 wurde er zum Fregattenkapitän befördert. Nach einer Zwischenverwendung als Planungsstabsoffizier im Jahre 1972 übernahm er im Dezember desselben Jahres das Kommando über die Rommel. Während der Zeit als Kommandant dieses Schiffes erfolgte am 1. Oktober 1974 die Beförderung zum Kapitän zur See.
Von Juli 1976 bis September 1977 war Rehder stellvertretender Kommandeur der Zerstörerflottille. Daran schloss sich eine Tätigkeit als stellvertretender Chef des Stabes ACOS Operation and Intelligence im Hauptquartier des NATO-Kommandos Ostseezugänge an. Von Oktober 1979 bis September 1981 leitete Rehder die Stabsabteilung IV (Organisation und Haushalt) im Führungsstab der Marine. Am 1. Oktober 1981 wurde Rehder unter Beförderung zum Flottillenadmiral Abteilungsleiter Systembetreuung und Instandsetzung im Marineunterstützungskommando.
Zum Konteradmiral befördert war Rehder von April 1983 bis September 1986 Chef des Stabes im Führungsstab der Streitkräfte und damit bisher längster Amtsträger in dieser Verwendung. Am 1. Oktober 1986 wurde er zum Vizeadmiral befördert und übernahm die Aufgabe des Befehlshabers der Flotte. Am 1. Mai 1990 wechselte Rehder als Befehlshaber der Seestreitkräfte Ostseezugänge (COMNAVBALTAP) wieder in das Hauptquartier des NATO-Kommandos Ostseezugänge und übernahm dort zusätzlich die Aufgabe des Stellvertretenden Befehlshabers Ostseezugänge (Deputy COMBALTAP). Am 30. September 1993 wurde er in den Ruhestand versetzt.

## Ehrungen
- 1983: Bundesverdienstkreuz am Bande
- 1983: Ehrenkreuz der Bundeswehr in Gold
- 1987: Bundesverdienstkreuz Erster Klasse